# Bernhard Schultz
Bernhard (Bernd) Paul Schulz, född 14 juli 1918 i Marienburg, Tyskland, död 28 december 1987 i Sjuntorp, var en tysk-svensk formgivare, skulptör och tecknare.
Schulz var son till tjänstemannen Paul Schulz och Maria Exnowski och från 1959 gift med sjuksköterskan Elisabeth Maria Koepsell. Schulz utbildade sig först till guldsmed och gravör och studerade konst för Georg Jung i Berlin 1946–1947 och vid en konstfackskola i Flensburg 1947–1951 samt skulptur för Sigfrid Peschke i Flensburg 1951–1953 där han även etablerade en egen ateljé. 
Han flyttade till Sverige 1954 och anställdes som formgivare och konstnärlig ledare vid Alingsås keramikfabrik samt som formgivare för SAAB i Trollhättan. Separat ställde han ut med oljemålningar i Flensburg 1952 och i Sverige ställde han ut separat i Alingsås, Göteborg, Trollhättan och Lysekil. Hans konst består huvudsakligen av figurer, grupper, reliefer och porträtt i sten, trä, brons, terrakotta och gips.